# Persicaria dichotoma
Persicaria dichotoma är en slideväxtart som först beskrevs av Carl Ludwig von Blume, och fick sitt nu gällande namn av S.K. Dixit, B. Datt & G.P. Roy. Persicaria dichotoma ingår i släktet pilörter, och familjen slideväxter. Inga underarter finns listade i Catalogue of Life.